# Empiricism
Empiricism (2001) is het vijfde studioalbum van de Noorse progressieve metalband Borknagar. Het werd uitgebracht bij Century Media Records. Het is het eerste album van de band met zanger Andreas Hedlund (Vintersorg) en het eerste met Jan Erik Tiwaz op basgitaar. Het is het laatste album met gitarist Jens F. Ryland tot zijn terugkeer bij de band in 2010. Het album werd opgenomen in Fagerborg Studio en Toproom Studio, beide in Noorwegen. 

## Tracklist
1. The Genuine Pulse (Brun) - 4:51
2. Gods of My World (Brun) - 4:25
3. The Black Canvas (Nedland/Brun) - 5:18
4. Matter and Motion (Nedland) - 2:30
5. Soul Sphere (Brun) - 6:40
6. Inherit the Earth (Mickelson/Brun) - 5:29
7. The Stellar Dome (Brun) - 5:36
8. Four Element Synchronity (Hedlund/Brun) - 5:51
9. Liberated (Nedland) - 4:51
10. The View of Everlast (Tiwaz/Brun) - 4:28

## Medewerkers

### Muzikanten
- Vintersorg (Andreas Hedlund) - zang
- Øystein G. Brun - gitaar
- Jens F. Ryland - gitaar
- Jan Erik Tiwaz - basgitaar
- Lars A. Nedland - zang, keyboard, piano
- Asgeir Mickelson - drums, percussie

### Overige
- Borge Finstad - mixen, mastering
- Ola Johansen - mastering
- Christophe Szpajdel - logo